# Zachod (wołost Luszczikskaja)
Zachod, Zachod Uspienskij (ros. Заход, Заход Успенский) – wieś (ros. деревня, trb. dieriewnia) w zachodniej Rosji, w wołoście Luszczikskaja (osiedle wiejskie) rejonu bieżanickiego w obwodzie pskowskim.

## Geografia
Miejscowość położona jest w pobliżu rzeki Uda, 23,5 km od centrum administracyjnego osiedla wiejskiego (Luszczik), 28 km od centrum administracyjnego rejonu (Bieżanicy), 116 km od stolicy obwodu (Psków).

## Demografia
W 2010 r. miejscowość zamieszkiwało 7 osób.